# Ririe
Ririe – miasto w Stanach Zjednoczonych, w stanie Idaho, w hrabstwie Bonneville.